# 羅瑞安
羅瑞安 Lórien，本名伊爾牟 Irmo，意思是「慾望，或慾望的主宰」 Desirer or Master of Desire，是英國作家約翰·羅納德·鲁埃爾·托爾金的史詩式奇幻小說《精靈寶鑽》中的人物。羅瑞安的意思是「夢土」，人們一般以伊爾牟的居住地羅瑞安森林稱呼他。想像和夢之神 Master of Dreams。維拉之一。羅瑞安的哥哥是冥王曼督斯，悲哀女神妮娜是他妹妹，配偶是休憩女神伊絲緹。
內牟和伊爾牟合稱費安圖瑞 Fëanturi兄弟，靈魂之主宰，羅瑞安是想像和夢的大師。他的庭園羅瑞安是全世界最美的地方，充滿許多神靈，羅瑞安與妻子伊絲緹癒療生靈的創傷和疲倦，維拉和邁雅疲倦了也在那裡休息。羅瑞安花園裡有個噴泉，噴泉噴出的不是水，而是精神和生命力。
當太陽和月亮打造好以後，羅瑞安與伊絲緹懇求瓦爾妲改變太陽和月亮的航線，因為睡眠和歇息已經被驅離地球，天空的繁星也變得黯淡無光。於是瓦爾妲改變計劃，讓世界在某一時段依然擁有陰影和柔光。
當費諾的母親，芬威的妻子米瑞爾 Míriel，因為生育費諾時虛耗太多，芬威便將迷瑞爾送至羅瑞安處。